# Nasum Ahmed
Nasum Ahmed (bengalisch নাসুম আহমেদ; * 5. Dezember 1994 in Sylhet, Bangladesch) ist ein bangladeschischer Cricketspieler, der seit 2015 für die bangladeschische Nationalmannschaft spielt.

## Kindheit und Ausbildung
Nasum Ahmed war Teil des bangladeschischen Teams bei der ICC U19-Cricket-Weltmeisterschaft 2012.

## Aktive Karriere
Nasum Ahmed gab sein Debüt in der Nationalmannschaft im März 2021 in der Twenty20-Serie in Neuseeland. Im August 2021 konnte er gegen Australien 4 Wickets für 19 Runs erreichen, wobei er beim ersten Twenty20-Sieg seines Teams gegen Australien als Spieler des Spiels ausgezeichnet wurde. Auch bei der Twenty20-Serie gegen Neuseeland im Monat darauf konnte er mit 4 Wickets für 10 Runs herausstechen, wofür er abermals ausgezeichnet wurde. Daraufhin wurde er für den ICC Men’s T20 World Cup 2021 nominiert, wobei seine beste Leistung 2 Wickets für 29 Runs gegen Sri Lanka waren. Im März konnte er gegen Afghanistan abermals 4 Wickets für 10 Runs erzielen, wofür er wieder ausgezeichnet wurde. Im Juli folgte in den West Indies sein ODI-Debüt. In seinem zweiten Spiel erreichte er dort 3 Wickets für 19 Runs und wurde dafür ausgezeichnet. Beim ICC Men’s T20 World Cup 2022 konnte er dieses Mal nicht herausstechen. Gegen Irland gelangen ihm in der ODI-Serie im März 2023 3 Wickets für 43 Runs. Später im Jahr wurde er für den Cricket World Cup 2023 nominiert.